# بلوچی (بلخ)
بلوچی یک منطقهٔ مسکونی در افغانستان است که در ولایت بلخ واقع شده‌است.